# Liste der Kulturgüter in Brusio
Die Liste der Kulturgüter in Brusio enthält alle Objekte in der Gemeinde Brusio im Kanton Graubünden, die gemäss der Haager Konvention zum Schutz von Kulturgut bei bewaffneten Konflikten, dem Bundesgesetz vom 20. Juni 2014 über den Schutz der Kulturgüter bei bewaffneten Konflikten sowie der Verordnung vom 29. Oktober 2014 über den Schutz der Kulturgüter bei bewaffneten Konflikten unter Schutz stehen.
Objekte der Kategorien A und B sind vollständig in der Liste enthalten, Objekte der Kategorie C fehlen zurzeit (Stand: 13. Oktober 2021).

## Kulturgüter
| Foto |                                                                       | Objekt                                                                                       | Kat. | Typ | Standort                          | Beschreibung                              |
| ---- | --------------------------------------------------------------------- | -------------------------------------------------------------------------------------------- | ---- | --- | --------------------------------- | ----------------------------------------- |
| ja   | Datei hochladen · Wikidata zu Gruppo dei 9 «Crot», Brusio (Q29479677) | Gruppe der 9 «Crot» / Gruppo di 9 «Crot» KGS-Nr.: 2886                                       | A    | G   | La Costa 807346 / 126342          | Gruppierung von neun einzelnen Crotti.    |
| ja   | Datei hochladen · Wikidata zu San Romerio, Brusio (Q3671947)          | Kirche San Romerio und Umgebung / Chiesa di San Romerio e dintorni KGS-Nr.: 2887             | A    | G   | Alpe San Romerio 806359 / 129140  |                                           |
| BW   | Datei hochladen · Wikidata zu Haus Risch (Q29479676)                  | Haus Risch / Casa di Risch KGS-Nr.: 10380                                                    | A    | G   | Via Cantonale 186 807623 / 124998 |                                           |
| ja   | Datei hochladen · Wikidata zu Haus Besta (Q29784585)                  | Haus Besta / Casa Besta KGS-Nr.: 2888                                                        | B    | G   | Li Canvi 277 807254 / 126230      | Ehemaliges Palazzo der Familie Marlianico |
| ja   | Datei hochladen · Wikidata zu San Carlo Borromeo (Q3669740)           | Katholische Kirche San Carlo Borromeo / Chiesa cattolica di Son Carlo Borromeo KGS-Nr.: 2889 | B    | G   | Borgo 807169 / 126475             |                                           |
| ja   | Datei hochladen · Wikidata zu Kreisviadukt von Brusio (Q850305)       | Kreisviadukt der Rhätischen Bahn / Viadotto elicoidale della Ferrovia retica KGS-Nr.: 2891   | B    | G   | Buglio 807349 / 126011            |                                           |
| ja   | Datei hochladen · Wikidata zu Reformierte Kirche Brusio (Q1674736)    | Reformierte Kirche mit Pfarrhaus / Chiesa rifurmada con casa parrocchiale KGS-Nr.: 2890      | B    | G   | Borgo 807099 / 126570             |                                           |
| ja   | Datei hochladen · Wikidata zu Sankt Gotthard (Q29784581)              | Kapelle St. Gotthard / Cappella San Gottardo KGS-Nr.: 10036                                  | B    | G   | Miralago 805209 / 128110          |                                           |